# Gare d'Osakabe
La gare d'Osakabe (刑部駅, Osakabe-eki) est une gare ferroviaire située dans la ville de Niimi, dans la préfecture d'Okayama au Japon. La gare est exploitée par la compagnie JR West, sur la ligne Kishin.

## Service des voyageurs

### Desserte
La gare d'Osakabe est une gare disposant de deux quais et de deux voies 

| N° de voie  | Ligne    | Direction                 |
| ----------- | -------- | ------------------------- |
| Côté gare   | ▆ Kishin | Chūgoku-Katsuyama/Tsuyama |
| Côté opposé | ▆ Kishin | Niimi                     |

| JR West          |               |               |               |                 |
| Direction Himeji | Ligne Kinshin | Ligne Kinshin | Ligne Kinshin | Direction Niimi |
| Tomihara         |               | -             |               | Tajibe          |